# زلمنی
زلمنی (به لاتین: Zelmeņi) یک روستا در لتونی است که در شهرداری تروته واقع شده‌است. زلمنی ۳۳۸ نفر جمعیت دارد.